# Dinah Shore (festival)
Pour l'actrice et chanteuse américaine, voir Dinah Shore.

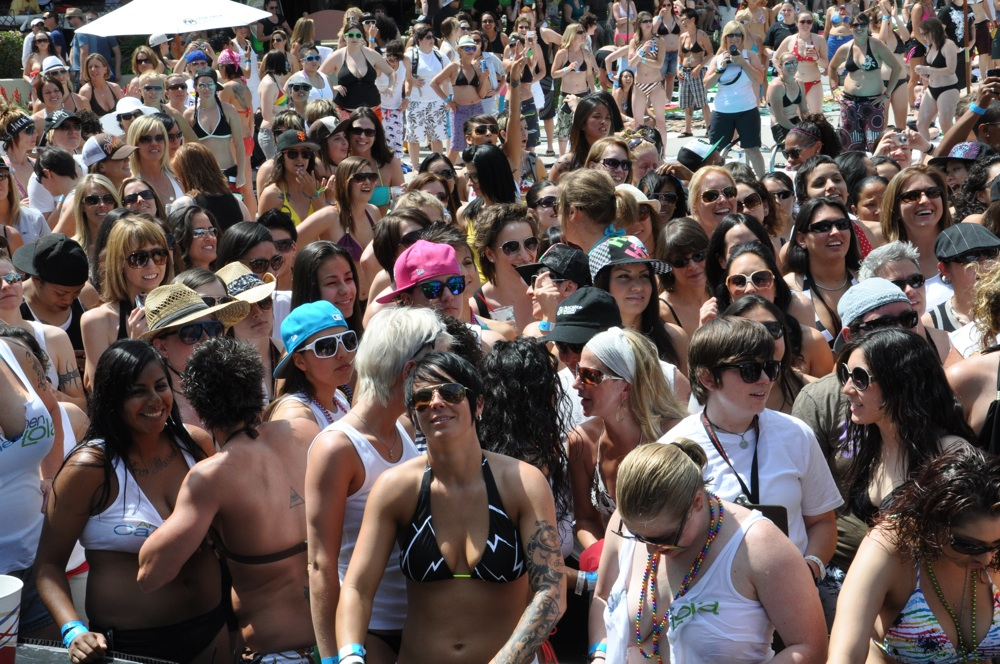
Une Pool Party en 2011

Le festival du Dinah Shore ou Club Skirts Dinah Shore Weekend ou simplement le Dinah, est un festival lesbien qui se déroule chaque année à Palm Springs, à 170 kilomètres à l'est de Los Angeles, en Californie. Avec une moyenne de 10 000 à 20 000 participantes suivant les sources, il est considéré comme le plus important festival lesbien au monde. Le slogan du festival est The largest queer girl party music festival in the world.
Il se déroule en marge du tournoi de golf annuel de Dinah Shore, dont il reprend le nom de la fondatrice, l'actrice et joueuse de golf américaine Dinah Shore (1916-1994),,,.
L'événement propose une série de concerts, de spectacles d'humour, de fêtes à la piscine, sport-jeux, d'animations le soir et des opportunités de réseautage social.
Le premier Dinah Shore Weekend, créé par Mariah Hanson de Club Skirts (le Club des jupes), a eu lieu dans le Palm Springs Art Museum en 1991.
En 2006, un documentaire drôle et très coloré sur le Dinah Shore est produit par Anna Margarita Albelo (La Chocha) : Broute-minou à Palm Springs (A Lez in Wonderland). Le film suit l'actrice Guinevere Turner lors du festival.
En 2010, le 9e épisode de la première saison de The Real L Word, se déroule au Dinah Shore Weekend.
En 2011, la chaîne de télévision Here TV produit The Dinah Girls, un téléfilm réalisé par Athena Maroulis avec entre autres Chely Wright, Kayden Kross, Natasha Bedingfield, Fortune Feimster et Tucky Williams.
En 2012, à la suite d'un désaccord entre les fondatrices, Robin Gans et Sandy Sachs, créatrices du Girl Bar à Los Angeles, vont lancer un second Dinah Shore à Las Vegas, le Girl Bar Dinah Shore Weekend. Malgré le succès mitigé de celui-ci, une seconde édition, étendue à 4 jours au lieu de 3, a eu lieu fin avril 2013. Pour 2014, diverses activités sont prévues : Infinity Pool Party, Funny Girlz avec la participation de Dana Goldberg et Poppy Champlin,
Vegas White et Gurlesque Closing Party. Le festival Las Vegan a été renommé plus simplement en Dinah Vegas.
Il existe d'autres fêtes lesbiennes annuelles célèbres un peu partout dans le monde, comme le SweetHeat à Miami Beach durant 5 jours avec une moyenne de 8 000 participantes, le Girlie Circuit Festival à Barcelone durant 6 jours (10 000 participantes), la LesWeek à Torre del Lago Puccini en Italie durant toute une semaine. En Asie, la plus grande fête lesbienne se déroule en Thaïlande à Bangkok, la Lesla Party,.

## Calendrier et faits marquants

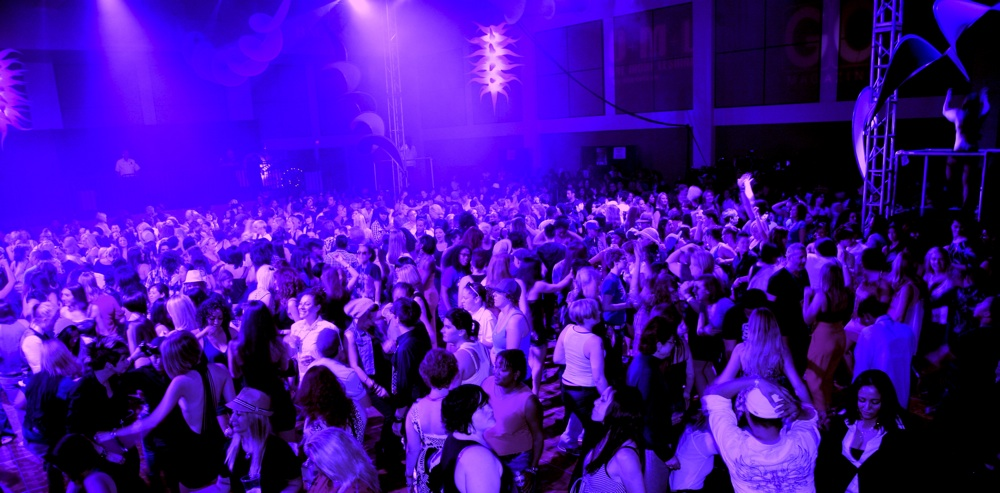
La White Party de 2011.

- 1991 : Le 1er festival Dinah Shore au Palm Springs Museum avec Martha Wash.
- 1993 : Premier sponsor majeur pour le Dinah, le magazine Out.
- 1994 : Premier contrat à long terme avec un grand hôtel, le Riviera Resort, et extension du festival au dimanche soir, ce qui en fait un événement de quatre jours.
- 1995 : Ellen DeGeneres a assisté, en tant qu'invitée, à la White Party du vendredi soir - 5e édition
- 1997 : Le 29 mars, reconnaissance du Dinah Shore par le maire comme journée du Tourisme Gay.
- 1998 : Signature d'un contrat de dix ans avec Wyndham Hotels & Resorts.
- 2000 : Ajout du Doral (en) comme second hôtel - 10e édition.
- 2001 : Ajout du mercredi soir, ce qui en fait un événement de cinq jours.
- 2006 : 5 jours, du mercredi 29 mars 2006 au dimanche 2 avril 2006
  - Le Dinah unit ses forces à PlanetOut (en) pour l'exclusivité du Club Skirts Dinah Shore Weekend.
  - Performance des Pussycat Dolls, En Vogue et Joan Jett.
- 2007 : 5 jours, du mercredi 28 mars 2007 au dimanche 1er avril 2007
  - Le Dinah fait équipe avec The L Word d'Ilene Chaiken et les actrices Kate Moennig, Leisha Hailey et Jane Lynch.
  - Têtes d'affiche : India.Arie et Uh Huh Her.
- 2008 : 5 jours, du mercredi 2 avril 2008 au dimanche 6 avril 2008
  - Colbie Caillat, Lisa Lisa et Pat Benatar sont les principales vedettes.
  - Le Red Carpet évènement est lancé par LOGO Networks et Here TV.
- 2009 : 5 jours, du mercredi 1er avril 2009 au dimanche 5 avril 2009
  - Le Dinah invite les nommées aux Grammy : Lady Gaga, Katy Perry et les Indigo Girls, ainsi que Margaret Cho et les Uh Huh Her.
- 2010 : 5 jours, du mercredi 31 mars 2010 au dimanche 4 avril 2010 - 20e édition.
  - Têtes d'affiche : Salt-N-Pepa, Kesha, Martha Davis et les Paradiso Girls (en).
  - Organisation de la NOH8 Sunday Pool Party.
- 2011 : 5 jours, du mercredi 30 mars 2011 au dimanche 3 avril 2011
  - Têtes d'affiche : Chely Wright, Natasha Bedingfield et Dev and The Cataracs.
  - L'actrice Brittany Snow et MTV/Logo organisent un « Love is Louder » Pool Party du dimanche pour sensibiliser au harcèlement et à la discrimination.
  - Célébrités présentes : Laurel Holloman, Fernanda Rocha (The Real Housewives), Whitney Mixter et Rose Garcia (The Real L Word).
- 2012 : 5 jours, du mercredi 28 mars 2012 au dimanche 1er avril 2012
  - Têtes d'affiche : Chaka Khan, CeCe Peniston, Dev, Meital Dohan, Neon Hitch, Nina Sky et Wynter Gordon.
- 2013 : 5 jours, du mercredi 3 avril 2013 au dimanche 7 avril 2013
  - Célébrités : Katerina Graham, Lauren Bedford Russell et Kiyomi McCloskey (The Real L Word), Uh Huh Her, Diana King, Fortune Feimster, Jackie Loeb, Suzanne Westenhoefer (en), Playboy School, Life Down Here, Karmin, K-Rose, Anjulie (en) et Katy Tiz.
- 2014 : 5 jours, du mercredi 2 avril 2014 au dimanche 6 avril 2014
  - Célébrités : Iggy Azalea, Eve, Hunter Valentine, Tegan and Sara, Thea Austin (en), Evelyn King, Suzanne Westenhoefer (en), Mary Lambert, Erin Foley, Fortune Feimster et Gina Yashere (en)
- 2015 : 5 jours, du mercredi 1er avril 2015 au dimanche 5 avril 2015 - 25e édition.
  - Célébrités : Christina Perri, Ivy Levan, Bebe Rexha, Olivia Somerlyn (en), Meghan Trainor, Rose Royce, Crystal Waters, Dinah Leffert, Gloria Bigelow, Dana Goldberg et Holy Child.
- 2016 : 5 jours, du mercredi 30 mars 2016 au dimanche 3 avril 2016
  - Célébrités : Elle King, Lea DeLaria, Samantha Ronson, Taryn Manning, Angel Haze.
- 2017 : 5 jours, du mercredi 29 mars 2017 au dimanche 2 avril 2017
  - Célébrités : Butterscotch (en), CeCe Peniston, Lizzo, Keala Kennelly, Tish Hyman (en), Julie Goldman, Gina Yashere (en), Erin Foley, Black Box, Lady Cultura, Kittens, Rose Garcia, Velvet Dive.
- 2018 : 5 jours, du mercredi 28 mars 2018 au dimanche 1er avril 2018
  - Célébrités : Ariana and the Rose (en), Brooke Candy, Madame Gandhi, Snow Tha Product, Rapsody, Suzanne Westenhoefer (en), Jessie Reyez, Stephanie Rice (The Voice), Alsace Carcione, Dana Goldberg.
- 2019 : 5 jours, du mercredi 3 avril 2019 au dimanche 7 avril 2019
  - Célébrités : Daya, Katie Sowers, Kaycee Clark, Leikeli47, Kodie shane (es), Diiamond Royalty, Angie Vee (Dj), Skyler Madison (Dj), Bella Foxx (Dj), Lezlee (Dj), Citizen Jane (Dj).
- 2020